# Кофман, Мария-Жанна Иосифовна
Мария-Жанна Иосифовна Кофман (фр. Marie-Jeanne Koffmann; 22 июля 1919, VI округ Парижа — 11 июля 2021, XX округ Парижа) — советский врач-хирург, альпинистка, участница Великой Отечественной войны, узница ГУЛага, криптозоолог, ветеран поисков и изучения «снежного человека», сотрудница Памирской экспедиции 1958 года, бессменный руководитель северокавказской криптозоологической экспедицией.

## Биография
Родилась в семье политэмигранта из России, члена РСДРП, еврея Иосифа Борисовича Кофмана. Иосиф Кофман, участник революции 1905 года, связанный с экипажем броненосца «Потёмкин», был арестован и приговорён к смертной казни; ему организовали побег, после чего он добрался до Италии. После начала первой мировой войны он вступил добровольцем во французскую армию. Женился на француженке Жанне (урождённой Эстев) (1886—?), оперной певице и преподавателе музыки и пения. В 1919 году в Париже у них родилась первая дочь, Мария-Жанна. В детстве она готовилась стать монахиней.
В 30-е годы Иосиф Кофман работал в СССР, жена приехала к нему, а дочери остались на воспитании у тёти со стороны матери. В начале 30-х Мария-Жанна вместе с сестрой приехали из Франции к родителям в СССР. Жанна закончила в Москве 2-й медицинский институт. Отец был репрессирован, а после его освобождения были арестованы и обе дочери. Родители были высланы в Углич, где и жили до конца своих дней.
Врач-нейрохирург, альпинистка. В 1941 году была начальником пожарной команды. В августе 1942 призвана на военную службу. Была командиром бригады инструкторов по альпинизму, демобилизована 5 декабря 1942 года. Награждена медалью медалью «За победу над Германией в Великой Отечественной войне 1941–1945 гг.». В 1948 году Жанна и её младшая сестра Женевьева были арестованы. Алла Андреева, сидевшая в следственной тюрьме вместе с сёстрами Кофман, сообщает, что причиной ареста была тайная попытка сестёр бежать обратно во Францию. Провела шесть лет в лагерях, в том числе в Кенгире, где работала лагерным врачом, сама пережила инфаркт во время операции. После своего освобождения жила в Серпухове.
Друзья-альпинисты познакомили Жанну Иосифовну с Б. Ф. Поршневым. Она стала участницей Памирской экспедиции Академии наук 1958 года по поискам «снежного человека». Действительный член Российского географическогo общества. Посвятила более 40 лет поискам алмасты на Кавказе. На свои личные средства она основала в 1960 году в Кабардино-Балкарии, в селении Сармаково базу экспедиции, которая действовала до недавнего времени.
В 1987 году М.-Ж. Кофман основала Российское объединение криптозоологов и долгие годы была его председателем. Широко известна своими научными и популярными статьями по проблеме, действительный член Русского географического общества, почётный Председатель Российского общества криптозоологии.
Летом 2019 года отметила своё столетие во Франции.
Последние годы жизни она прожила в Париже, в доме для престарелых "Готье Венделен" (Gautier Wendelen), страдала от левостороннего паралича, но сохраняла ясный ум.

## Комментарии
1. ↑  Сведения журналистов о том, что Жанне Кофман было присвоено звание капитана[11] и что она была участницей боёв за  снятие с Эльбруса нацистского флага, установленного немецкими войсками в 1943-м[12] не подтверждаются обнародованными документами военного времени. Жанна-Мария не имела воинского звания и была демобилизована в декабре 1942 года[10].
2. ↑  Руфь Тамарина пишет: "Пока [украинка Паша] была в сознании, всё время спрашивала: «Рута, я буду жить?» И я, искренне надеявшаяся на наших замечательных заключенных-хирургов с их золотыми руками — Жанну Кофман, Нину Александровну и других, заверяла ее: «Конечно!»"[13]. Вопреки этому утверждению Жанны Кофман во время восстания в Кенгире не было, и в спасении раненых она не участвовала. (сообщено Ж.-М. Кофман).